# Harleyford Manor
Harleyford Manor est une maison de campagne près de Marlow dans le Buckinghamshire.
La maison est classée Grade I sur la liste du patrimoine national d'Angleterre, et ses jardins sont également classés Grade II sur le registre des parcs et jardins historiques.

## Histoire
La maison est conçue par Sir Robert Taylor (architecte) dans le style géorgien et construite pour William Clayton, un député, en 1753 . La maison reste dans la famille Clayton jusqu'en 1950 . Les propriétaires actuels, installés depuis 1952  ont converti la propriété en bureau en 1988 . Ils exploitent une grande marina et offrent des services d'amarrage de bateaux  mais prévoient de convertir la propriété en appartements .